# Деца Хуринова
Деца Хуринова (енгл. The Children of Húrin) је роман епске фантастике који преставља завршетак приче Џ. Р. Р. Толкина. Он је написао оригиналну верзију приче крајем 1910-их, прерађивао га је неколико пута касније, али није успео да га заврши пре своје смрти 1973. године. Његов син Кристофер Толкин, уредио је рукописе како би формирао конзистентну причу, и објавио је 2007. године као самосталан рад. Књига садржи 33 илустрације Алана Лија, од којих је осам целих страница и у боји.
Књигу је у Србији први пут објавила издавачка кућа Алнари 2007. године, у преводу Срђана Ајдуковића.

## Преглед
Историја и порекло главних ликова дају се као водећи параграф књифе, а прича се разрађује у Силмарилион-у. Почиње пет стотина година пре дешавања у књизи, када Моргот, Вала и главна зла моћ, побегне из Благословеног краљевства Валинора на северозападу Средње земље. Из своје тврђаве Ангбанд настоји да преузме контролу над целом Средњом земљом, започињући рат са Вилењацима који су боравили у земљи Белерианд на југу.
Међутим, Вилењаци успевају да одбију његов напад, и већина њихових краљевства су остала неосвојена; један од најмоћнијих је Доријат, којим је владао Тингол. Затим, после неког времена Нолдорски Вилењаци су напустили Валинор у потрази за Морготом како би му се осветили. Заједно са Синдарима из Белерианда, крећу у опсаду Ангбанда, и успостављају нова утврђења и краљевства у Средњој земљи, укључујући Хитлум којим је владао Фингон, Нарготронд којим је владао Финрод Фелагунд и Гондолин којим је валдао Тургон.
Пролазе три века, током којих се појављују први Људи у Белерианду. То су били Едаини, потомци Људи који су се побунили против владавине Морготових слуга путовали према западу. Већина Вилењака их је прихватила, и дати су им поседи широм Белерианда. Кућа Беора влада земљом Ладрос, народ Халета се повлачи у шуму Бретил, и владавина над Дор-Ломином је дата кући Хадор-а. Касније, други Људи долазе у Белерианд, од који су многи у тајном савезу са Морготом.
Најзад Моргот успева да разбије опсаду Ангбанда у "Бици изненадног пламена"(Battle of Sudden Flame). Кућа Беора је уништена а Вилењаци и Едаини су претрпели велике губитке; међутим већина краљевства је остала неосвојена, укључујући Дор-ломин, где је господарство прешло на Хурина Талиона.

### Резиме радње
Турин, син Хуринов из расе Људи, живео је у Дор-ломину са оцем, мајком Морвеном и сестром Урвеном. Урвена је умрла као дете од куге. Турином отац је касније био заробљен од стране Моргота наком Битке небројених суза. Током Хуриновог заточеништва Турина је мајка послала да живи у Вилењачком краљевству Доријат. У његовом одсуству Морвена је родила треће дете, Ниенору. Моргот је бацио проклетство на Хурина и читаву његову породицу, чиме би их зло задесило током читавог живота.
Краљ Тингол од Доријата је узео Турина као свог сина. За време његовог боравка у Доријату Турин се спријатељио са Вилењаком Белегом. Турин је случајно проузроковао смрт Вилењака Саероса, који је покушавао да прескочи јаругу док је бежао од Турина али је упао у јаругу у погинуо. Турин одбија да се врати у Доријат да се суочи са пресудом већ одлучује да напусти Доријат и потстане одметник. Тингол је на крају опростио Турину и послао Белега да га пронађе и врати у Доријат.
У међувремени Турин се придружује банди одметника у дивљини, себи је дао ново име Неитан "Онај коме је учињена неправда", и на крају постаје њихов заповедник. Белег је пронашао банду док је Турин био одсутан, и одметници су га оставили везаног за дрво док не пристане да им да информације. Турин се вратио на време да ослободи Белега и, ужаснут поступцима одметника, одлучио је да одбаци окрутне навике у које је упао. Белег је пренео Турину поруку о краљевом помиловању али Турин одбија да се врати у Доријат. Белег се затим враћа да помогне одбрани Доријата.
Турин и његови људи ухватили су Мима, Ситног патуљка, који их води у пећине код Амон Руда. Белег одлучује да се врати Турину, који га је дочекао код Амон Руда. Одметницима смета присуство вилењака и Мим, који не воли вилењаке, га је замрзео. Мим издаде одметнике, водећи оркове кроз пећине где је Туринова чета била нападнута изненада. Цела банда је убијена, осим Белега и Турина. Турина су заробили и одвели ка Ангбанду, остављајући Белега окованог за стену. Мим се спремао да убије Белега када се један од одметника, сртмно рањен, устаде да отера Мима и ослоботи Белега пре него што умре. Након што је зацелио ране Белег је пошао за орцима.
Белег наилази на вилењака, Гвиндора од Нарготронда, у шуми Таур-ну-Фуин. Када је пао мрак Белег и Гвиндор улазе у камп оркова и износе Турина који је спавао. Док је Белег секао Туринове везе са својим мачем он му склизну уз руке и посече Турина. Турин, помеслићи за Белега да је орк, убија га његовим мачем. Турин одбија да напусти Белегово тело до јутра, када га Гвиндор може сахранити.
Турин и Гвиндор настављају ка Нарготронду. Тамо Турин добија наклоност краља Ородрета, и након што је предводио Вилењаке у знатне победе, постаје његов главни саветник и комадант његових снага. Упркос свим саветима Турин одбија да сакрива Нарготронд од Моргота или да повуче своје планове за отворену битку. Моргот шаље армију оркова под командом змаја Глаурунга и Нарготронд би поражен. Орци, лако прелазећи преко моста који је труин саградио, су опљачкали Нарготронд и заробили његове грађане. Када су орци били спремни да одведу затворенике Турин се вратио у Нарготронд и сусрео са Глаурунгом. Змај је зачарао и преварио Турина да се врати у Дор-ломин да потражи Морвену и Ниенору уместо да спаси затворенике, међу којима је мбила Финдуилас, Ородетина ћерка, која га је волела.
У Дор-ломину Турин сазнаје да су Морвена и Ниенора већ дуго у Доријату, и да га је Глаурунг преварио пуштајући Финдуилас у своју смрт. Пронашао је орке који су заробили Финдуилас у шуми Бретил, само да би сазнао да је су је оркови већ убили. Погоћен тугом, Турин тражи уточиште међу људима из Халета који пружају отпор Морготу. У Бретилу Турин даје себи име Турамбар "Господар судбине", и постепено замењивао Брандира, њиховог храброг вођу.
У Доријату Морвена и Ниенора су чуле гласине о делима Турина. Након тога Морвена је одлучила да иде сама да потражи Турина, упркос савету Тинголовом. Упркос жељи Морвене да путује сама Тингол је послао групу јахача коју је предводио Маблунг, међу којима се Морвена сакрила. У Нарготронду Маблунг се сусреће са Глаурунгом, који растури Вилењаке. Нашавши Ниенору саму, Глаурунг је открио њен прави идентитет, и зачара је тако да њен ум постаде празан; заборавила је све, укљулујући своје име и да прича.
Маблунг је покушао да се врати у Доријат са Ниенором. У дивљини су их напали орци, и Ниенора је отрчала у шуму и изгубила се. На крају се срушила близу Бретила на гроб Финдуиласин, где ју је Турамбар нашао. Одвео ју је у град, полако се опровљала и опет почела да говори, иако се није сећала ничега. Не знајући да су у сродству Турамбар и Ниенора су се венчали, и касније Ниенора је затруднела.
После неког времена мира, Глаурунг се враћа да истреби људе Бретила. Турамбар је повео експедицију да га персретну и убију убодом у стомак док змај буде прелазио преко клисуре. Док је Глаурунг умирао на обали клисуре Турамбар извуче свој мач из змајевог стомака његова крв га попрска по руци, и од бола и исцрпљености он се онесвести. Када га је Ниенора нашла помислила је да је он мртав. У свом последњем покушају злобе Глаурунг отвори очи и рече Ниенори да су она и Турамбар заправо брат и сеста. Глаурунг тада умре а његова клетва заборава прође Ниенору. Присећајући се свог целог живота и знајући да је њено нерођено дете добијено из инцеста она се баца са оближње литице у реку Таеглин. Када се Турамбар пробудио, Брандир га је обавестио и Ниенориној смрти и о њиховом правом односу, пошто је чуо змајеве речи, и након тога Турамбар одузе себи живот са својим мачем и бива сахрањен на том месту.
На крају Моргот је најзад пустио Хурина из свог заточеништва. Он проналази гроб Туринов и крај њега налази Морвену и на крају умиру заједно у наручју.

## Историја публикације
Књига Деца Хуринова је објављена 17. априла 2007, од стране ХарперКолинс ("HarperCollins") у Уједињеном Краљевству и Канади, и Хотон Мифлин ("Houghton Mifflin") у САД. Алан Ли, илустратор дела Џ. Р. Р. Толкина (Хобит и Господар прстенова) је урадио илустрације у књизи. Кристофер Толкин је такође убацио неколико родословник стабала и преправљену мапу Белерианда.
Џ. Р. Р. Толкин је написао да је његова намера била да поставка приче буде наша земља пре неколико хиљада година, иако је географска и историјска сличност веома мала. Земље Средње Земље су биле насељене Људима и другим хуманоидним расама: Вилањацима, Патуљцима и Орковима као и божанским бићима Валарима и Мајарима. Прича се фокусира на човека из куће Хадора, Турина Турамбара и његову сестру Ниенору, који били проклети, заједно са њиховим оцем Хурином, од стране Мрачног Господара Моргота. Догађаји се дешавају око 6.500 година пре рата за прстен.

Према Толкиновом имању: 
Деца Хуринова враћа читаоца назад у време много пре Господара Прстенова, у подручје Средње земље која ће бити потопљена пре него сто ће се појавити Хобити, и када је велики непријатељ још увек био Моргот, пали Валар, а Саурон само његов поручник. Ова херојска романса је прича о човеку, Хурину, који се усудио да пркоси Морготу, и трагичној судбини његове породице, пошто прати пут његовог сина Турина кроз изгубљени свет Белерианда

### Утицаји
Прича је углавном базирана на легедни о Кулерву, лику из финских фолклорних песама познатих као Калевала. Толкин је црпео инспирацију ис Калевале за "Причу о Кулерву" 1914. године која је постала модел за његову причу о Турину. Турин такође личи на Сигмунда, оца Сигурда и саги Волсунг, у инцестним односима са које је имао са својом сестром. У опери Ричарда Вагнера Валкира "Die Walküre" (Такође делимично делом из Волсунгових митова), Сигмунд и Сиглинде су паралеле Турина и Ниеноре. Турин даље личи на Сигурда, пошто обојица постижу велику репутацију убијајићи змаја велике који поседује велике моћи и магије.

Туринова сличност са ликовима из класичних и средњовековних прича потврђује писмо које је Толкин написао Милтону Валдману, издавачу из ХарперКолинса, о судбини његових дела:
Ту су Деца Хуринова, трагична прича о Турину Турамбару и његовој сестри Ниниел- од којих је Турин херој: фигура за коју се може рећи(од стране људи који воле такве ствраи, иоако није много корисно) да је изведена из елемената Сигурда Волсунга, Едипа и финског Кулерва.}}
Морална питађња у Деци Хуриновој су била упоређивана са Толкиновом анализом Битке за Малдон која показује Толкинов интерест у "теорију џрабрости", и разлику између ароганције и праве храбрости. Туринова одлука да сагради мост код Нарготронда који је омогућио инвазију од стране Морготових снага потсећа на лика Биртнота из Битке за Малдон.

### Тема и интерпретација
Теме истражене у причи укључују зло, слободну вољу и предодређеност. Књига такође одражава хероизам и храброст. Било је предложено да се Туринов лик не само обликује од стране Морготовог проклетства, већ да је и он сам делом одговоран за своје поступке. Проклетство не може у потпуности да контролише његову слободну вољу, и Турин показује особине попут ароганције, поноса и жеље за части, што на крају доводи до пропасти његових савезника и његове породице. Има елементе освете (освета Глаурунгу), лудила (Туриновог лудила након што је сазнао ко је била Ниниел), вишеструке смрти (Саерос, Белег, Гвиндор, Финдулас, Брода, Ниенора, Брандир) и прерушавања (Туриново усвајање нових индетитета).

### Писање
Кратка верзија приче је формирала базу 21. поглавља Силмарилиона, постављајући причу у контекст ратова за Белерианд. Иоако се базира на истим текстовима који су коришћени за комплетирање нове књиге, Силмарилион изоставља велики део приче.
Остале недовшене верзије приче су објављене у другим делима:
- "The Narn i Hîn Húrin " у "Недовршеним причама".
- Ставке у Историји Средње земље, укључујући:
  - "Turambar and the Foalókë", из Недовршених прича
  - "The Lay of the Children of Húrin",.рана наративна песма.

Ниједан од ових писања не преставља комплетан и зрео наратив. Објављена Деца Хуринова је у суштини Нарна и дела из Силмарилиона. Први део "Деца Хуринова"(поглавња 1-7) је узет директно из Нарна изусзев "Nírnaeth Arnoediad", Битке небројених суза, (2. поглавље), који заправо чини 20. поглавље Силмарилиона; Како у Нарну тако и у сажетој верзији Силмарилиона (о Турину Туранмбару), ова битка је само кратко поменута.
У средњем делу(поглавља 7 до 12), тј. од краја Туриновог боравка на Амон Руду до његовог повратка у Дор-ломин, материјал је углавном извучен из Силмарилиона али је често допуњиван комплетнијим али неусаглашеним одломцима и Нарна. Такве развијеније сцене укључују експлоатацију одметника у Дор-Куартолу, Туриновој романтичној вези са Финдулас, његову расправу са Гвиндором о стратегији коју ће користити вилењаци Нарготронда у својој бици против Моргота. Неки мањи уређивачи процеси су били потребни углавном да би се пружио глатак прелаз. Последњи део(погл[16]авља 12 до 18), долазе искључиво из Нарна, са додатком, на крају последњег поглавља, Хуриновог ослобођења из Ангбанда и његових последњих речи са Морвеном.

## Пријем
Почетне критике након објављивања су углавном биле позитивне. Поредећи га са грчком трагедијом,The Washington Post је назвао "прелепом мрачном причом" која поседује "митску резонанцу и мрачан осећај неразумне судбине". Позитивна критика је уследила и од Independent (У.K.) ("сув, луд, без хумора, тешко и потпуно брилијантно"). Брајан Аплјард из The Sunday Times (У.К.) поставио је Децу Хуринову изнад осталих Толкинових писања, наглашавајући његон "интезиван и веома одрастао начин" и " стваран осећај велике озбиљности".
Књига је добила негативне критике из Detroit Free Press-а("досадана и недовршена"),, Entertainment Weekly-а(" непријатна и незрела", " непробојна шума имена... преплављена упетљаном синтаксом") и The Guardian-а (" деривативни Вагнерски херој... на квази-симболичлој потрази").
Остали критичари разликују две публике. Том Девесон из "The Sunday Times " рекао је да " иако је љубитељи Џ. Р. Р. Толкин-а бити одушевљени, осталима ће Деца Хуринова бити једва читљива".
 Кели Гровиер из "The Observer", с друге стране, изјавио је да ће "задовољити све осим његовиџ највише пуританских фанова", упућујући на скептицизам о учешћу Кристофера Толкина. Џереми Маршал из "The Times" генерално је понављао: " Достојан је читалаца изван Толкинових љубитеља," иако је мислио да је то недостатак (" повремено проза превише укочена, дијалог превише кобан, неопјашњена имена превише неразумљива"). Претпостављао је и то да : " У Деци Хуриновој бисмо могли на крају имати наследнига Господара Прстенова који су Толкинови издавачи толико искрено и безнадежно тражили крајем педесетих година.

## Продаја
Деца Хуринова дебитовала су на првом месту на "The New York Times"-овој листи бестселера.
Према Houghton Mifflinу, америчком издавачу, већ у прве две недеље је иштампано 900,000 копија широм света,што је дупло више од почетних очекивања издавача. HarperCollins, издавач за У.К., је тврдио да је у прве две недеље отштампано 330,00 копија.